# Априляно
Априля̀но (на италиански: Aprigliano) е малко градче и община в Южна Италия, провинция Козенца, регион Калабрия. Разположено е на 718 m надморска височина. Населението на общината е 2968 души (към 2011 г.).